# 王爺廟

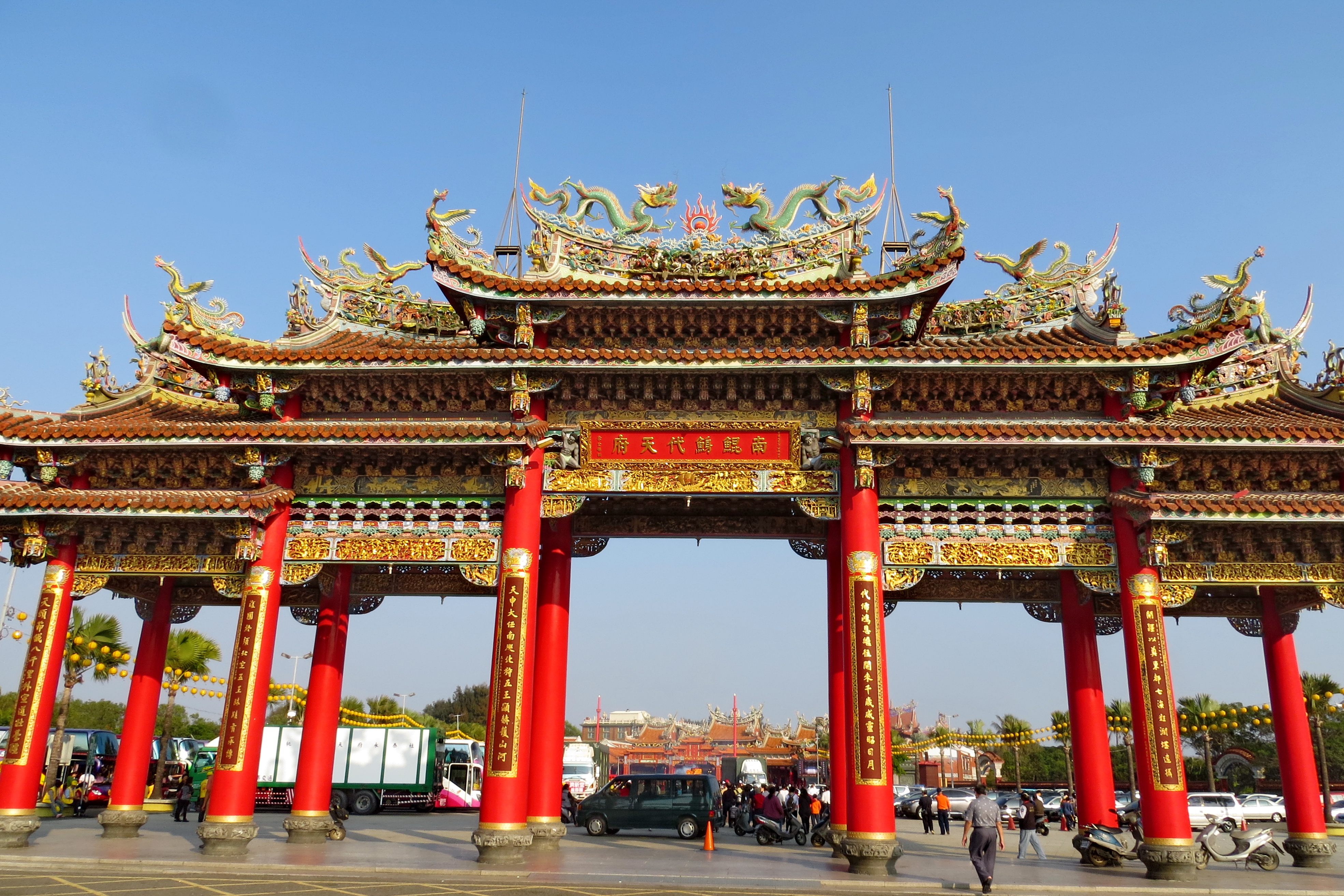
臺南市北門區鯤江里南鯤鯓代天府的山門牌樓。

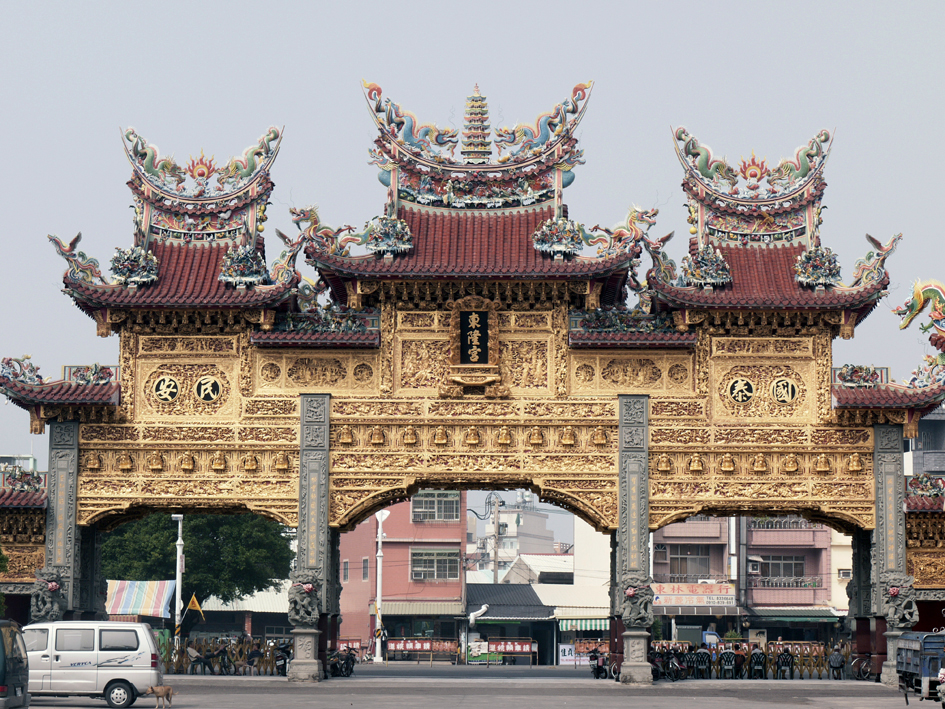
屏東縣東港東隆宮溫府千歲牌樓。

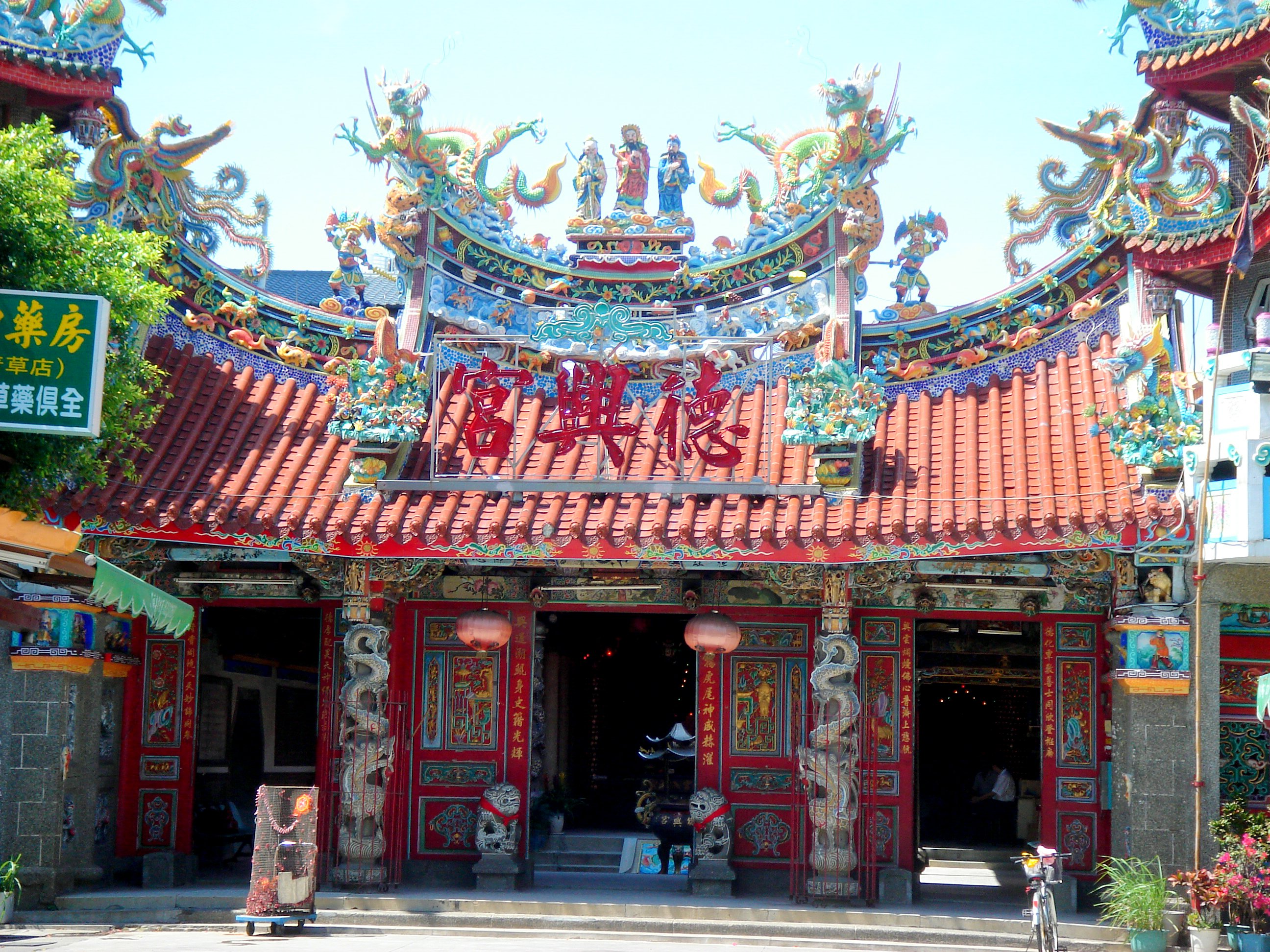
雲林縣虎尾德興宮主祀池府千歲。

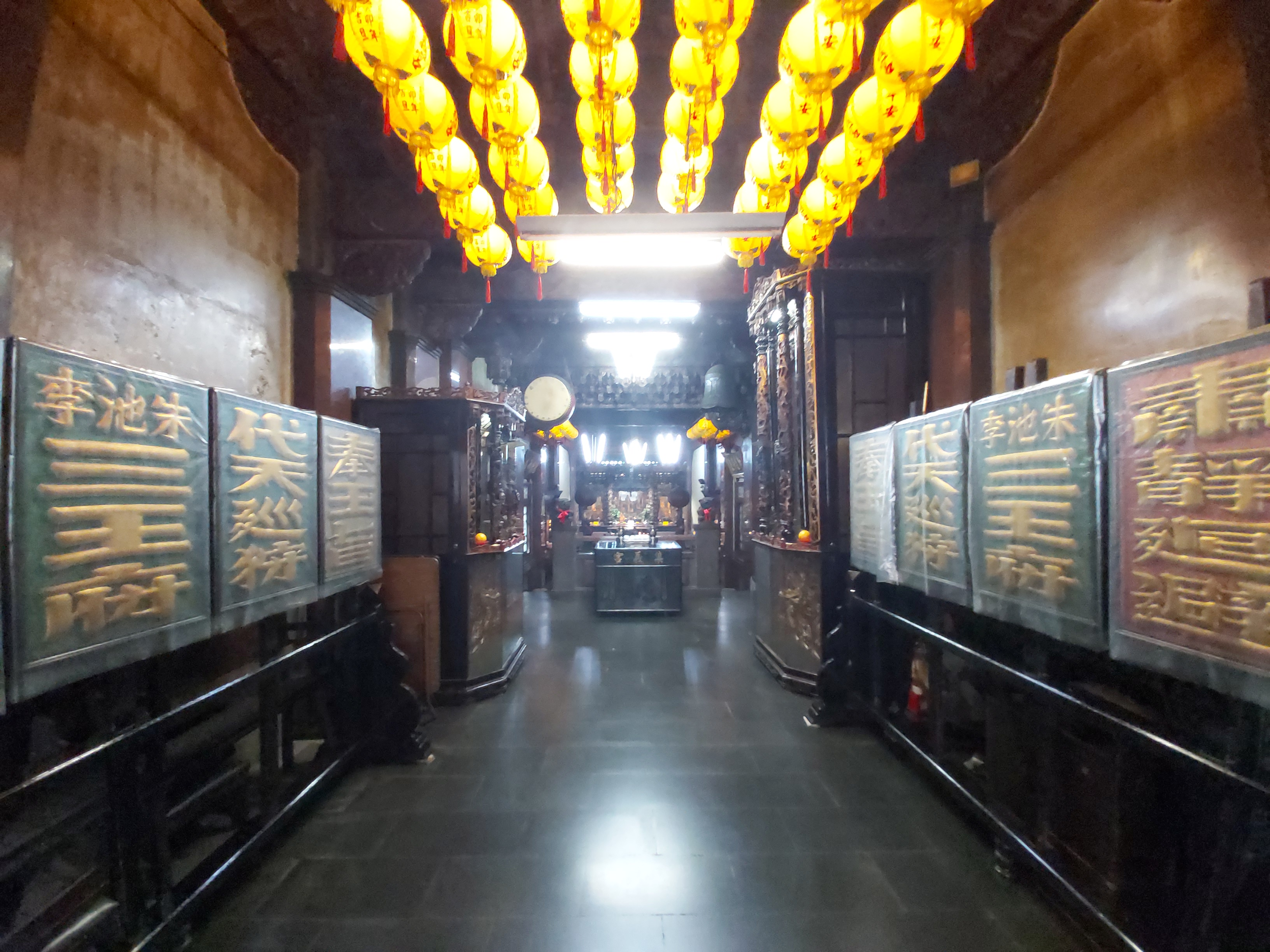
王爺廟中陳列的巡按執事牌

王爺廟，通常指奉祀王爺千歲為主祀或配祀神祇之廟宇。王爺（千歲）源自古代皇帝派遣欽差大臣巡狩地方，後衍生出代表玉皇上帝巡察人間善惡的神祇，能為百姓驅除瘟疫與魑魅，奉旨領有尚方寶劍先斬後奏。在臺灣或閩南有許多主祀千歲的廟宇，而奉玉旨行事之處稱為「代天府」，千歲奉玉旨出巡則亦稱為「代天巡狩」，這些廟裡的千歲一般只稱姓氏，不稱其名，共有上百餘種姓氏，稱為「某府王爺」或「某府千歲」，俗說有三百六十進士化身的千歲，共一百三十二姓。
臺灣的王爺信仰相當盛行，尤其是台灣王爺信仰發源的南臺灣。「王爺千歲信仰」與臺灣北部的城隍信仰、臺灣中部的媽祖信仰並稱，俗曰：「南王爺、中媽祖、北城隍」，又另一稱「三月瘋媽祖、四月王爺生」。據1960年代所作的調查分析，全臺宮寺廟所供奉之主神共有二百四十七種之多，其中具有廿座以上的寺廟者有廿九種，超過一百座以上的有九種神明，最多的是千歲（另稱王爺），共有七百一十七座以上，足見王爺信仰的普遍，屬臺灣民間「強勢信仰」，無論千歲、王爺數或廟宇數量均居全臺之冠。

## 中國各地王爺廟
- 泉州富美宮
- 石獅斗美宮

## 臺灣各地宮廟[2]
- 一、是以奉祀「李、池、吳、朱、范」五府千歲者為最多。其中最著名的廟宇有（南鯤鯓代天府、麻豆代天府）等。
- 二、是以奉祀「十二瘟王」為主的五年千歲（雲林縣褒忠鄉馬鳴山鎮安宮、嘉義縣東石鄉先天宮、臺南市西港區西港慶安宮）等。
- 三、是以奉祀「三老爺」為主，最著名的廟宇有保西代天府等。

其他甚具規模之王爺廟，如：

### 著名宮廟
- 彰化縣 鹿港鎮 鹿港奉天宮，主祀蘇府大二三王爺
- 雲林縣 褒忠鄉 馬鳴山鎮安宮，主祀五年千歲（十二天王）
- 雲林縣 臺西鄉 五條港安西府，主祀張、李、莫府千歲
- 雲林縣 虎尾鎮 虎尾德興宮，主祀池府千歲
- 嘉義縣 東石鄉 東石先天宮，主祀五年千歲（十三天王）
- 臺南市 安南區 正統鹿耳門聖母廟，主祀天上聖母，同祀五府千歲
- 臺南市 歸仁區 保西代天府，主祀朱、池、李府千歲（保西三老爺）（南關線三大廟王醮暨遊社）
- 臺南市 柳營區 柳營代天院，主祀遊王公（柳營香）[3]
- 臺南市 北門區 蚵寮保安宮，主祀深山尉池府千歲 、朱、岳、紀、金、伍五府千歲
- 臺南市 北門區 南鯤鯓代天府，主祀五府千歲、萬善爺囝仔公
- 臺南市 佳里區 佳里金唐殿，主祀狩朱、雷、殷府千歲(蕭瓏三老爺)（蕭壠香）
- 臺南市 麻豆區 麻豆代天府，主祀五府千歲（麻豆香）
- 臺南市 西港區 西港慶安宮，主祀天上聖母，同祀代天巡狩十二瘟王（西港香）
- 臺南市 安定區 蘇厝長興宮，主祀十二瘟王（蘇厝香）
- 高雄市 鼓山區 哈瑪星代天宮，主祀五府千歲、深山尉池王
- 高雄市 梓官區 高市玉旨福安殿，主祀天上聖母、菁埔夫人、蓮花太子、虎將軍
- 屏東縣 東港鎮 東港東隆宮，主祀溫府千歲（東港迎王）
- 屏東縣 南州鄉 南州溪洲代天府，主祀朱府千歲（南州迎王）
- 屏東縣 琉球鄉 小琉球三隆宮，主祀池、吳、朱三府王爺（琉球迎王）

### 北部地區

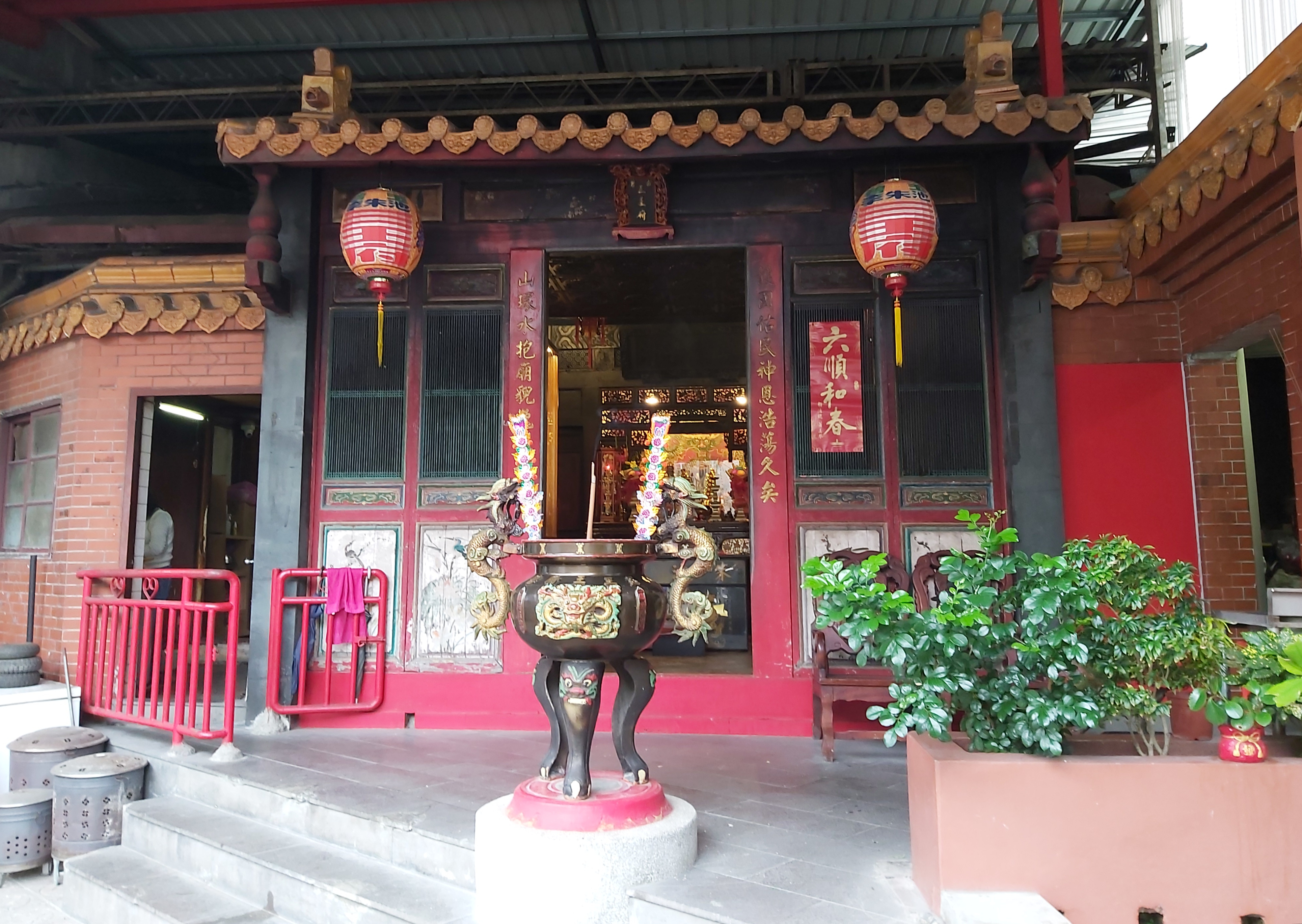
艋舺玉碧三王府

- 基隆市 中山區 仙洞庄王爺廟，主祀林、溫、傅三府王爺
- 臺北市 萬華區 艋舺集義宮，主祀朱、池、李三王府千歲
- 臺北市 萬華區 艋舺金義宮，主祀蕭府王爺
- 臺北市 萬華區 鯤鯓王先鋒官 臺北代府殿，主祀吳府千歲
- 臺北市 萬華區 艋舺玉碧三王府，主祀朱池李三王爺
- 臺北市 萬華區 代天府北行宮，主祀五府千歲
- 臺北市 萬華區 台北東隆宮，主祀溫府千歲
- 臺北市 北投區 北投鎮安宮，主祀蘇、池、李三府王爺
- 臺北市 北投區 北投代天府，主祀伍府千歲
- 新北市 中和區 中和東德宮，主祀五府千歲
- 新北市 樹林區 樹林彭厝鎮安宮，主祀邢府王爺
- 新北市 淡水區 油車口忠義宮，主祀蘇府王爺
- 新北市 淡水區 金福宮，主祀池府王爺
- 新北市 八里區 八里代天府奉天宮，主祀五府千歲
- 新北市 八里區 挖仔尾吳府王爺，主祀吳府王爺
- 新北市 三重區 吾聖宮，主祀李池吳朱范 五府千歲、抄府千歲。
- 新北市 三重區 昭安宮，主祀李天池 三府千歲。
- 新北市 三重區 慈惠宮，主祀蘇府千歲。
- 新北市 三重區 武義堂，主祀林府千歲。
- 新北市 三重區 巷仔口，主祀邢府千歲。
- 新北市 蘆洲區 蘆洲保佑宮，主祀池府王爺
- 新北市 蘆洲區 蘆洲忠義廟，主祀池府王爺
- 新北市 瑞芳區 九份代天府，主祀朱池李三王爺
- 新北市 貢寮區 福隆東興宮，主祀林、傅、溫三府王爺。
- 桃園市 大園區 圳股頭古亭福忠宮，主祀池府王爺
- 桃園市 大園區 內海墘貴文宮，主祀鄧、金、龐、紀、凌、唐、姬、王、袁九府王爺。
- 桃園市 大園區 許厝港富文宮，主祀雷、溫、蘇三府王爺。
- 桃園市 大園區 乾元宮，主祀雷、溫、蘇三府王爺。
- 桃園市 桃園區 茄苳溪龍安堂，主祀五府千歲。
- 桃園市 桃園區 桃園龍安宮，主祀康府王爺。
- 桃園市 桃園區 桃園永安宮，主祀張、李、莫三府千歲。
- 桃園市 八德區 巡天壇，主祀五府千歲。
- 桃園市 中壢區 五福宮，主祀五府千歲。
- 桃園市 新屋區 北龍代天府，主祀五府千歲。
- 新竹市 北區 塹港富美宮，主祀蕭（蕭太傅）、潘、郭三府王爺。
- 新竹市 北區 苦苓腳七伍宮，主祀張、陳、池、伍、孫、郭、順七府王爺。
- 新竹市 東區 二十張犁靈安宮，主祀朱、吳、清三府王爺。
- 新竹市 東區 莿仔腳元亨宮，主祀池府王爺。
- 新竹市 香山區 三塊厝靈安宮，主祀邱、吳、溫、周四府王爺。
- 新竹縣 新豐鄉 池和宮，主祀池府王爺
- 新竹縣 竹北市 崁仔腳五賢宮，主祀朱、吳、清三府王爺。
- 新竹縣 竹北市 靜善宮，主祀薛府王爺。

### 中彰投苗地區
- 臺中市 西區 均安宮，主祀池、朱、李三府王爺
- 臺中市 西區 德順宮，主祀朱、李、池三府王爺
- 臺中市 西區 應天宮，主祀蘇府千歲
- 臺中市 東區 東區福成宮，主祀高、金、萬三府王爺
- 臺中市 南屯區 水安宮，主祀朱、李、池三府王爺
- 臺中市 北屯區 軍功寮軍福宮，主祀朱、李、池三府王爺
- 臺中市 大里區 十九甲五天宮，主祀蘇府千歲
- 臺中市 大里區 塗城聖明宮，主祀朱、李、池三府王爺
- 臺中市 豐原區 翁社萬年宮，主祀薛府王爺
- 臺中市 新社區 大湳大源宮，主祀洪府王爺
- 臺中市 新社區 福永王爺廟，主祀邢府王爺
- 臺中市 東勢區 埤頭山鎮順宮，主祀蘇府王爺
- 臺中市 大雅區 大雅勝興宮，主祀蘇府大二三王爺
- 臺中市 沙鹿區 鹿寮巡安宮，主祀蘇府王爺
- 臺中市 梧棲區 斗美三王府，主祀朱、池、李三府千歲。
- 臺中市 梧棲區 大庄順興宮，主祀曾、朱、吳三府千歲。
- 臺中市 梧棲區 草湳龍安宮，主祀金、衡、溫、池、紀五府千歲
- 臺中市 大肚區 王田天和宮，主祀西秦老王爺、蘇三王爺
- 臺中市 大肚區 福山福安宮，主祀朱、李、池三府王爺
- 臺中市 龍井區 水裡港福順宮，主祀朱、李、池三府王爺
- 彰化縣 和美鎮 和美保安宮，主祀陳府王爺及五府千歲
- 彰化縣 芳苑鄉 路上代天府，主祀五府千歲
- 彰化縣 彰化市 彰邑彰山宮，主祀五府千歲
- 彰化縣 花壇鄉 花壇福延宮，主祀護國尊王，同祀蘇府千歲、馬府千歲
- 彰化縣 鹿港鎮 奉天宮，蘇府王爺開基祖廟
- 彰化縣 鹿港鎮 營盤地永安宮，薛府王爺開基祖廟
- 彰化縣 田中鎮 保安宮，主祀五府千歲
- 南投縣 草屯鎮 碧洲保安宮，主祀吳府千歲
- 南投縣 埔里鎮 同天宮，主祀 朱、李、池三府王爺
- 南投縣 埔里鎮 順隆堂，主祀 蘇府大二三王爺
- 南投縣 埔里鎮 景靈宮，主祀 蘇府三王爺
- 南投縣 埔里鎮 湳興宮，主祀 洪府王爺
- 南投縣 埔里鎮 正氣堂，主祀 五府王爺
- 南投縣 竹山鎮 竹山保安宮，主祀隨駕王爺李勇
- 南投縣 竹山鎮 田子里王爺宮，主祀五府千歲
- 苗栗縣 竹南鎮 聖天宮，主祀邢府王爺
- 苗栗縣 竹南鎮 塭內德勝宮，主祀朱、李、池三府王爺
- 苗栗縣 竹南鎮 口公館康寧宮，主祀朱、李、池三府王爺
- 苗栗縣 竹南鎮 海口明德宮，主祀張、金、池、薛四府王爺
- 苗栗縣 竹南鎮 頂埔營全宮，主祀邢府王爺
- 苗栗縣 竹南鎮 番社保安宮，主祀雷、朱、薛、刑四府王爺
- 苗栗縣 後龍鎮 後龍太龍宮，主祀朱府王爺
- 苗栗縣 後龍鎮 後龍乾富宮，主祀朱、李、池三府王爺
- 苗栗縣 後龍鎮 頂浮尾五德宮，主祀蘇、邱、梁、秦、蔡五府王爺
- 苗栗縣 後龍鎮 福寧里福寧宮，主祀倪府千歲
- 苗栗縣 後龍鎮 後龍順天宮，主祀朱、雷、池、李、邢、林、章七府千歲
- 苗栗縣 苗栗市 苗栗隆順宮，主祀薛、李、池、朱四府王爺
- 苗栗縣 通霄鎮 白沙屯天德宮，主祀蘇、邱、梁、秦、蔡五府千歲

### 雲嘉地區
- 雲林縣 臺西鄉 牛厝安南宮莫府千歲開基祖廟，主祀莫府千歲
- 雲林縣 臺西鄉 崙豐進安府，主祀朱、李、池、抄、吳五府千歲
- 雲林縣 四湖鄉 三條崙海清宮，主祀閻羅天子，又稱包府千歲
- 雲林縣 口湖鄉 下崙福安宮，丁府八千歲開基祖廟
- 雲林縣 崙背鄉 崙前順天宮，主祀朱府千歲
- 雲林縣 崙背鄉 崙豐進安府，主祀五府千歲
- 雲林縣 褒忠鄉 馬鳴山鎮安宮，主祀五年千歲
- 雲林縣 二崙鄉 大安宮，主祀蘇大王千歲、二王蘇千歲、三王朱千歲
- 雲林縣 虎尾鎮 虎尾德興宮，主祀池府千歲
- 雲林縣 虎尾鎮 大屯七王府，主祀七府千歲
- 雲林縣 虎尾鎮 新興里新興宮，主祀吳府三千歲
- 雲林縣 斗六市 震天府，主祀五府千歲
- 雲林縣 北港鎮 新街巡天宮，主祀蕭府千歲
- 嘉義縣 義竹鄉 紹徽宮，主祀五府千歲、天上聖母
- 嘉義縣 布袋鎮 過溝建德宮，主祀五府千歲
- 嘉義縣 布袋鎮 新塭嘉應廟，主祀九龍三公，配祀尹府千歲
- 嘉義縣 布袋鎮 蕭厝庄蕭府大帝殿，主祀蕭府王爺
- 嘉義縣 新港鄉 大崙王爺廟，主祀池、朱、李三府千歲
- 嘉義縣 東石鄉 先天宮，主祀五年千歲
- 嘉義縣 東石鄉 臥龍港代天府，主祀池府千歲
- 嘉義縣 東石鄉 下揖建安宮，主祀邢府千歲
- 嘉義縣 東石鄉 灣仔埔雲龍宮，主祀池府千歲
- 嘉義縣 六腳鄉 潭子墘池王廟，主祀池府千歲
- 嘉義縣 中埔鄉 保安宮，主祀池府千歲
- 嘉義縣 水上鄉 千歲宮，主祀池府千歲

### 臺南地區
- 臺南市 北區 開台聖地 三老爺宮，主祀三老王爺（朱、曹、魏）
- 臺南市 中西區 石精臼開基共善堂，主祀邢府千歲
- 臺南市 中西區 八吉境總趕宮，主祀倪府聖公爺，又稱倪府千歲
- 臺南市 中西區 八吉境馬兵營保和宮，主祀池府千歲
- 臺南市 東區 東門龍山殿，主祀白府千歲
- 臺南市 中西區 三協境北勢街金華府，主祀馬、李、黃三府千歲
- 臺南市 中西區 外關帝港厲王宮，主祀張、李、雷、許、南五府千歲
- 臺南市 中西區 四聯境普濟殿，主祀威靈王池府千歲
- 臺南市 中西區 六合境米街廣安宮，主祀池府千歲
- 臺南市 中西區 四安境南廠代天府保安宮，主祀五府千歲
- 臺南市 中西區 南廠南頭角天池壇，主祀天府千歲
- 臺南市 中西區 南廠北頭角尊王公壇，主祀尊王公
- 臺南市 中西區 四安境牛磨後神興宮，主祀朱邢李三千歲
- 臺南市 中西區 南廠小西腳平天館，主祀池府千歲
- 臺南市 中西區 八協境東門大人廟，主祀朱、池、李府千歲
- 臺南市 中西區 三協境下南河南沙宮全臺開基包公廟，主祀黃府千歲與包府千歲
- 臺南市 中西區 六興境保西宮，主祀葉、朱、李三府千歲
- 臺南市 中西區 六合境開山王廟，主祀明延平王
- 臺南市 中西區 盤古藥皇廟神佛壇，主祀藥皇大帝、張、李、莫、雷、白五府千歲
- 臺南市 安平區 西㡣殿，主祀安龍王池府千歲
- 臺南市 安平區 三鯤鯓社天宮壇，主祀田府元帥
- 臺南市 安平區 囝仔宮社伍德宮，主祀蘇府千歲
- 臺南市 安平區 海頭社周龍殿，主祀通天王佟府千歲、何府千歲
- 臺南市 安平區 灰窯尾社弘濟宮，主祀池府千歲、金府千歲、溫府千歲
- 臺南市 安平區 海頭社文龍殿，主祀邢府千歲、曾府千歲、清府千歲、孫府聖王、明府先帝
- 臺南市 安平區 金龍殿，主祀老澳蘇府千歲、蘇府三千歲、白府仙姑
- 臺南市 安平區 上鯤鯓社興合宮，主祀五府千歲
- 臺南市 安平區 十二宮社三靈殿，主祀馬府大帝
- 臺南市 安平區 安平大眾廟，主祀夔府千歲
- 臺南市 安平區 五期華平社四連宮，主祀十二瘟王
- 臺南市 南區 南廠水門宮，主祀七府千歲（五府千歲、吳府二鎮、張府千歲）
- 臺南市 南區 塩埕保安宮，主祀池府千歲
- 臺南市 南區 厲王文安宮，主祀張、雷、李、許、南五府千歲
- 臺南市 南區 四鯤鯓鯤安宮，主祀池府千歲
- 臺南市 南區 萬元宮，主祀五府千歲
- 臺南市 南區 代天府朝皇宮五王廟，主祀五府千歲
- 臺南市 南區 大林天元宮，主祀周府千歲
- 臺南市 南區 喜樹萬皇宮，主祀葉、朱、李三府千歲
- 臺南市 南區 灣裡萬年殿，主祀葉、朱、李三府千歲
- 臺南市 南區 灣裡同安宮，主祀吳府千歲
- 臺南市 南區 灣裡馬鎮宮，主祀馬府千歲、白府千歲
- 臺南市 南區 灣裡保安宮，主祀五府池千歲
- 臺南市 仁德區 清寧代天府，主祀五府千歲
- 臺南市 善化區 胡厝寮代天府，主祀范、池、朱、李、溫五府千歲、吳府千歲,、關聖帝君
- 臺南市 將軍區 北埔福安宮，主祀吳府千歲
- 臺南市 將軍區 苓仔寮保濟宮，主祀池府千歲
- 臺南市 將軍區 口寮吉安宮，主祀吳府千歲
- 臺南市 將軍區 馬沙溝李聖宮，主祀李府千歲
- 臺南市 將軍區 馬沙溝烈池宮，主祀池府千歲
- 臺南市 將軍區 青鯤鯓朝天宮，主祀天上聖母，同祀五府千歲、代巡七王
- 臺南市 七股區 樹子脚寶安宮，主祀康府千歲
- 臺南市 七股區 山仔寮龍山宮，主祀池府千歲 同祀蕭、岳、金、紀、伍五府千歲
- 臺南市 七股區 七股寮九龍宮，主祀吳府千歲
- 臺南市 麻豆區 海埔池王府，主祀池府千歲
- 臺南市 安定區 蘇厝第一代天府真護宮，主祀五府千歲

### 高屏地區
- 高雄市 小港區 鳳林宮，主祀[溫府千歲、朱府千歲、池府千歲]
- 高雄市 小港區 嘉應分宮池王府，主祀池府千歲
- 高雄市 鼓山區 內惟神福祠鎮安宮，主祀池府千歲
- 高雄市 鼓山區 柴山山海宮，主祀朱、溫、池三府千歲
- 高雄市 前金區 扶風殿，主祀萬薛池三府千歲
- 高雄市 前金區 東隆宮，主祀溫府千歲
- 高雄市 鹽埕區 三山國王廟，主祀李府千歲、三山國王、水仙尊王
- 高雄市 鹽埕區 北野町溫王廟，主祀溫府千歲
- 高雄市 鹽埕區 沙多宮，主祀紀、范、雷、白、伍五府千歲
- 高雄市 鹽埕區 三聖殿，主祀金、范、李三府千歲
- 高雄市 鹽埕區 鹽埕埔壽山宮，主祀池府千歲
- 高雄市 鹽埕區 鹽埕埔新豐宮，主祀五府千歲
- 高雄市 鹽埕區 鹽埕埔保安宮，主祀康府千歲、黑府千歲
- 高雄市 苓雅區 林德官代天府，主祀李府千歲
- 高雄市 苓雅區 林德官修齊殿，主祀葉、李、池、吳、朱、范、張七府千歲
- 高雄市 楠梓區 楠梓代天府，主祀五府千歲
- 高雄市 楠梓區 中埔代天府，主祀池、李、朱、蘇、施五府千歲
- 高雄市 楠梓區 東門王爺廟 ，主祀東門王爺（大王爺張亞瀚、二王爺朱力倫、三王爺劉恆）
- 高雄市 楠梓區 車頭寮代天府
- 高雄市 楠梓區 援中港代天府 ，主祀五府千歲
- 高雄市 橋頭區 白樹代天府，主祀池府千歲
- 高雄市 橋頭區 仕元代天府，主祀池府千歲
- 高雄市 鳳山區 中山路鳳山代天府，主祀李府千歲、溫府、吳府、田府、侯府五府千歲
- 高雄市 岡山區 大遼代天府，主祀池府千歲
- 高雄市 岡山區 後協代天府，主祀池府千歲
- 高雄市 岡山區 雷王府，主祀雷府千歲
- 高雄市 岡山區 碧紅宮，主祀池府千歲
- 高雄市 岡山區 鹽埔代天府，主祀池府千歲
- 高雄市 岡山區 昌安宮，主祀池府千歲
- 高雄市 岡山區 竹圍代天府，主祀五府千歲(池、李、吳、朱、范)
- 高雄市 岡山區 石潭代天府，主祀萬府千歲
- 高雄市 路竹區 北嶺代天宮，主祀三府千歲(林、許、謝)
- 高雄市 路竹區 聖德宮，主祀五府千歲(池、李、吳、朱、范)
- 高雄市 路竹區 蔡文聲靈宮，主祀池府千歲
- 高雄市 大寮區 南雄代天府，主祀五府千歲
- 屏東縣 東港鎮 汕尾舊嘉蓮宮，主祀朱府千歲
- 屏東縣 東港鎮 開基大清府嘉蓮宮，主祀大清松王爺、茅府千歲
- 屏東縣 東港鎮 東港鎮海宮，主祀蘇府七代巡
- 屏東縣 東港鎮 頂頭角東隆壇，主祀江府千歲
- 屏東縣 東港鎮 頂中街進水宮，主祀金府千歲
- 屏東縣 東港鎮 開基共善堂，主祀邢府三千歲
- 屏東縣 東港鎮 共和堂，主祀邢府三千歲
- 屏東縣 東港鎮 檺林宮共心堂，主祀邢府五千歲
- 屏東縣 東港鎮 南平里共心堂，主祀邢府六千歲
- 屏東縣 東港鎮 豐隆宮，主祀天上聖母，陪祀楚府千歲
- 屏東縣 東港鎮 庄母廟 新街新隆宮，主祀朱府千歲
- 屏東縣 東港鎮 本司衙東興宮，主祀朱府千歲
- 屏東縣 東港鎮 南平里南隆宮，主祀朱府千歲
- 屏東縣 東港鎮 震隆宮，主祀朱府千歲
- 屏東縣 潮州鎮 五龍宮，主祀五府千歲
- 屏東縣 潮州鎮 朱安宮，主祀朱府千歲
- 屏東縣 潮州鎮 慈峯宮，主祀白府千歲
- 屏東縣 潮州鎮 東皇宮，主祀孔府千歲
- 屏東縣 潮州鎮 池靈宮，主祀池府千歲
- 屏東縣 潮州鎮 東善宮，主祀朱府千歲
- 屏東縣 潮州鎮 東隆宮，主祀溫府千歲
- 屏東縣 潮州鎮 震雷宮，主祀雷府千歲
- 屏東縣 萬丹鄉 代天真王府，主祀五府千歲
- 屏東縣 萬丹鄉 久留真靈宮，主祀池府千歲
- 屏東縣 萬丹鄉 港新宮，主祀池府千歲
- 屏東縣 萬丹鄉 南聖宮，主祀倪府千歲
- 屏東縣 長治鄉 萬府宮，主祀萬府千歲
- 屏東縣 新埤鄉 馬正宮，主祀馬府千歲
- 屏東縣 鹽埔鄉 代天府，主祀池府千歲
- 屏東縣 鹽埔鄉 龍虎五府宮，主祀五府千歲
- 屏東縣 萬巒鄉 佳佐佳和宮，主祀李府千歲
- 屏東縣 新園鄉 港崗代天府，主祀江府千歲，陪祀朱府千歲、池府千歲
- 屏東縣 崁頂鄉 港東港隆宮，主祀盧府千歲
- 屏東縣 崁頂鄉 洲隆宮，主祀朱、姚、池、秦、易五府千歲，陪祀顏府千歲
- 屏東縣 佳冬鄉 德安池王府，主祀池府老千歲
- 屏東縣 滿州鄉 照靈宮，主祀五府千歲
- 屏東縣 滿州鄉 信天宮，主祀朱府千歲
- 屏東縣 南州鄉 七塊南安宮，主祀吳府千歲
- 屏東縣 南州鄉 七塊鎮安宮，主祀吳府千歲
- 屏東縣 林邊鄉 林邊放索普龍殿，主祀池府千歲
- 屏東縣 枋寮鄉 正善五王宮，主祀李、池、吳、朱、范五府千歲
- 屏東縣 枋山鄉 德隆宮，主祀范府千歲
- 屏東縣 枋山鄉 加祿嘉和宮，主祀盧府千歲
- 屏東縣 枋山鄉 枋山代天千歲府，主祀黃府千歲

### 東部地區
- 臺東縣臺東市 臺東順天宮，主祀蘇府千歲
- 臺東縣綠島鄉 中寮東合宮，主祀溫府千歲

### 澎湖地區
- 澎湖縣馬公市 南甲海靈殿，主祀蘇府千歲
- 澎湖縣馬公市 北甲北辰宮，主祀朱府千歲
- 澎湖縣馬公市 光榮靈光殿，主祀朱府王爺
- 澎湖縣馬公市 風櫃溫王殿，主祀溫府王爺
- 澎湖縣馬公市 風櫃金王殿，主祀金府王爺
- 澎湖縣湖西鄉 林投鳳凰殿，主祀萬府千歲
- 澎湖縣白沙鄉 中屯永安宮，主祀葉、朱、朝三府千歲
- 澎湖縣白沙鄉 通梁保安宮，主祀康府千歲
- 澎湖縣西嶼鄉 合界威揚宮，主祀池府王爺
- 澎湖縣望安鄉 西吉西吉宮，主祀池府王爺（今西吉宮行臺位於馬公市）

### 金馬地區的王爺廟
- 金門縣 金城鎮 陳坑象德宮，主祀溫府王爺

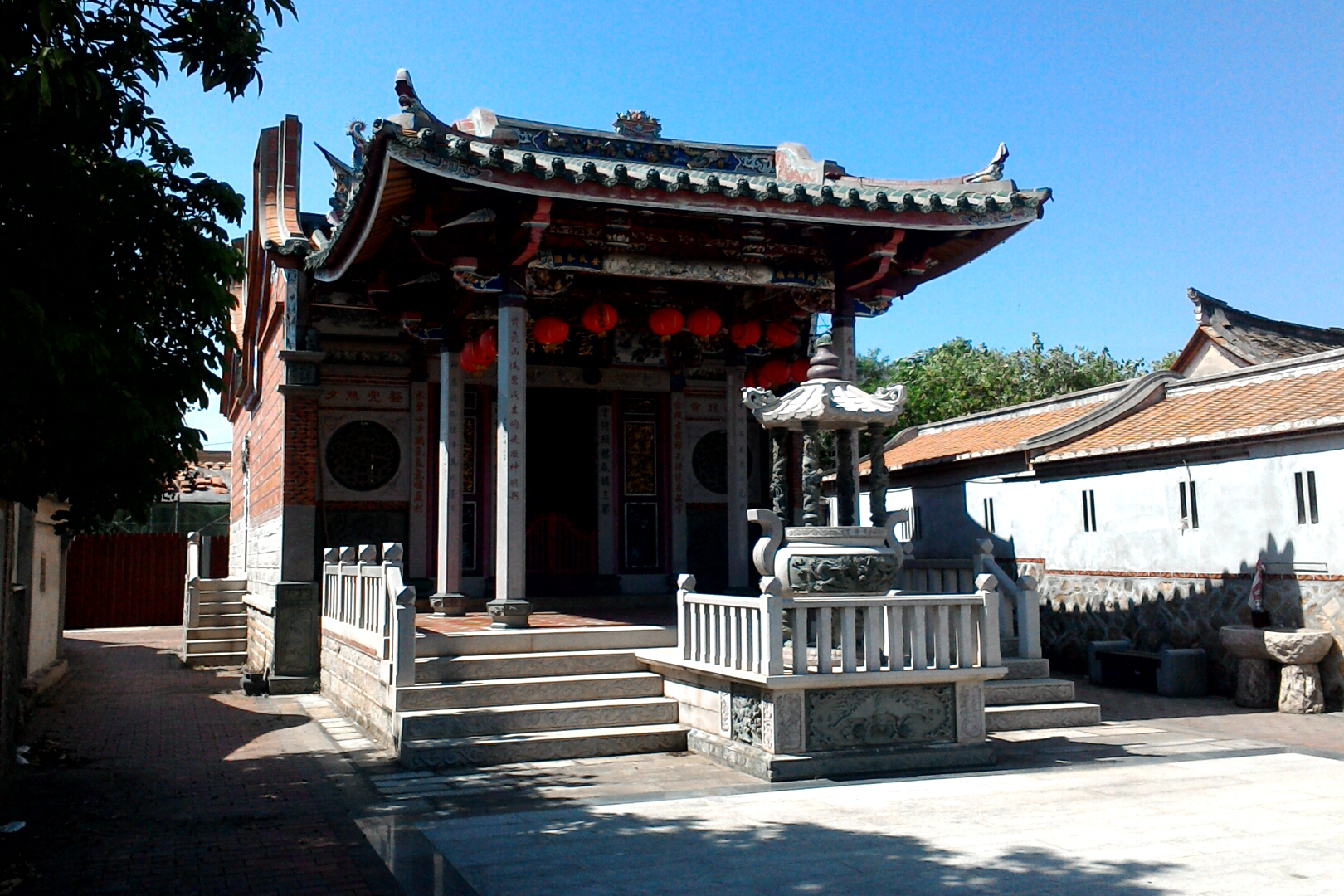
水頭聚落靈濟廟

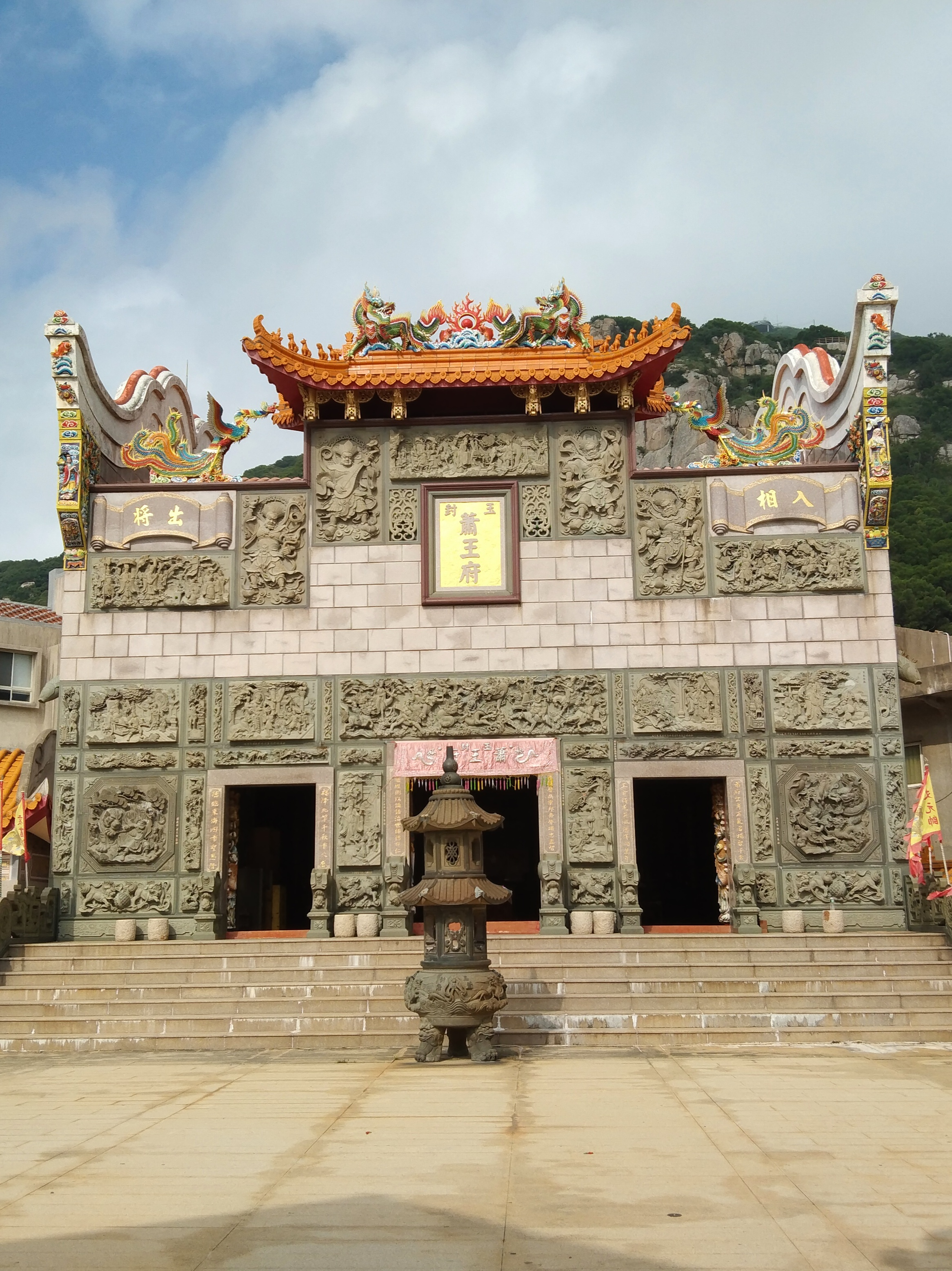
北竿塘岐境玉封蕭王府廟

- 金門縣 金城鎮 水頭聚落靈濟廟，主祀蘇王爺
- 連江縣 南竿鄉 梅石境高王爺廟，主祀高王爺
- 連江縣 北竿鄉 塘岐村北竿塘岐境玉封蕭王府廟，主祀蕭府王爺
- 連江縣 東引鄉 樂華境南澳代天府，主祀白王爺

## 新加坡的王爺廟
- 宏茂橋檺林宮，主祀朱邢李三王府大人
- 龍山宮，主祀溫金劉三王府大人
- 水溝館葛岸館，主祀五王府大人
- 雲龍院，主祀卓府三位大人
- 橫山廟，主祀潘府大人
- 集福宮（聚聖廟），主祀朱蕭林三王府大人
- 華堂府（聚聖廟），主祀施府王爺
- 三安府（六巡三合廟），主祀陳府三位大人
- 鳳山堂（六巡三合廟），主祀余 、钟 、 杨府大人
- 威靈宮（長秀威靈東山聯合廟），主祀七王府大人
- 東山廟（長秀威靈東山聯合廟），主祀三府大人
- 長秀館（長秀威靈東山聯合廟），主祀卓府三位大人
- 開福堂（紫雲開吉宮），主祀朱孫邢林四王府大人
- 吉山廟（紫雲開吉宮），主祀蕭池卓三王府大人
- 福安殿（淡濱尼聯合宮），主祀朱邢李三王府大人
- 濟陽堂（淡濱尼聯合宮），主祀蔡府王爺
- 勿洛檺林宮（石林晉山聯合宮），主祀朱邢李三王府大人
- 福安廟（玉皇殿聯合宮），主祀七王府大人
- 觀山殿（裕廊總宮），主祀朱邢李三王府大人
- 靈晉堂（裕廊總宮），主祀孫府大人
- 裕廊水溝館（裕廊總宮），主祀金府大人

## 馬來西亞的王爺廟
- 马六甲士兰道清龙宫（祖庙），主祀顺府王爷
- 马六甲士兰道镇江宫，主祀顺府王爷
- 馬六甲怡力勇全殿，主祀池府王爺
- 馬六甲干冬清華宮，主祀朱府王爺
- 馬六甲華德宮古廟，主祀溫府王爺
- 吉隆坡檺林宮，主祀朱邢李府王爺
- 雪蘭莪萬壽宮，主祀佘府大人
- 檳城威省振福堂三王府，主祀朱邢李大人公
- 槟城威省天地堂三保宫，主祀玉皇上帝、右为七府大人
- 檳城北海靈星堂，主祀佘府大人
- 檳城集福堂，主祀朱林吳三王府
- 霹靂晉安宮，主祀温崔吴三王府
- 霹靂太平李王府，主祀李府王爺
- 霹靂太平長安宮，主祀康府王爺
- 霹靂太平檺林宮，主祀朱邢李府三王府大人
- 柔佛龍安廟，主祀余温朱三王府大人
- 柔佛福林宮，主祀朱金池三王府大人
- 柔佛福興宮，主祀池朱金三王府
- 柔佛金海殿，主祀池府王爺
- 柔佛峇株吧辖檺林宮，主祀朱邢李府三王府
- 柔佛武吉甘蜜檺林宫，主祀朱邢李府三王府

## 泰國的王爺廟
- 暹羅代天宮，主祀五府千歲
- 董里府泰南代天宮，主祀五府千歲